# 不動産エージェント
不動産エージェント（ふどうさんエージェント、英: real-estate agent）は、不動産の売買や賃貸取引において当事者の代理・媒介を担う有資格の専門家である。
日本では「仲介業者」や「宅地建物取引業者」とほぼ同義だが、依頼者単独代理（バイヤーズエージェント等）を掲げる企業が増え、従来型仲介会社と区別して用いられる例もある。世界市場規模は2025年に約1.55兆米ドルへ拡大すると予測され、デジタルプラットフォームの台頭が構造転換を加速している。

## 歴史

### 世界における発展
- 1908年、アメリカで全米リアルター協会（NAR）が発足し、職業倫理規定とMLS（Multiple Listing Service）が整備された。[2]
- 欧州ではイギリスのエステート・エージェント法（1979年）が事後規制型の枠組みを導入し、各国で消費者保護法制が整備された。[3]

### 日本での成立と変遷
1952年に宅地建物取引業法が公布され免許制が導入された。バブル期（1980年代後半）に仲介件数が急増し、2000年代以降はインターネット物件検索サイトと連動したエージェントサービスが登場した。

## 法的規制・ライセンス制度

### 日本
- 免許：国土交通大臣または都道府県知事が付与（宅建業法第3条）。
- 宅地建物取引士の設置：各事務所に専任取引士を従業者5人につき1人以上配置（同法第31条の3）。
- 免許業者数：129,604社（2023年度末）。[4]

### 主要国の制度比較
| 国・地域       | 主監督機関             | 免許要件（例）                                |
| -------------- | ---------------------- | --------------------------------------------- |
| アメリカ合衆国 | 各州不動産委員会       | 60〜135時間の事前講習＋州試験、更新2〜4年ごと |
| イギリス       | 消費者庁等（事後規制） | 適格性欠如者の排除、資格自体は任意            |
| 日本           | 国土交通省／都道府県   | 宅建業免許＋宅地建物取引士配置（上記）        |

## 主な業務内容
- 売買仲介 – 価格査定、販売戦略立案、交渉、契約締結支援。
- 賃貸仲介 – 募集広告、内覧手配、賃貸契約書作成、入居審査。
- コンサルティング・付帯サービス – 投資分析、リノベーション提案、税務・ローン助言など。

## 認定資格と教育
- 日本：国家資格宅地建物取引士（直近合格率15–17%）。
- 国際：NAR会員資格（REALTOR®）、CCIM（商業投資不動産）、CRS など。[6]

## 収益モデルと報酬体系
| エリア         | 従来型手数料                           | 最近の動向                                     |
| -------------- | -------------------------------------- | ---------------------------------------------- |
| 日本           | 取引額×3%＋6万円＋税（売買・上限規定） | IT重説解禁後、定額・サブスクリプション型も登場 |
| アメリカ合衆国 | 5–6%（売主負担が慣行）                 | 2024年のNAR訴訟和解により分離交渉制へ移行予定  |

## テクノロジーの導入とDX
- PropTech – AI査定、レコメンドエンジン、ブロックチェーン登記などが普及。[9]
- バーチャル内覧 – VRツアーにより現地案内回数を大幅に削減する事例が報告されている。[10]
- 海外事例 – Zillow 3D Homeは没入型フロアプラン共有機能を提供。[11]

## 主な企業・プラットフォーム

### 日本
- TERASS – 2019年創業。クラウドブローカレッジモデル
- LIFULL HOME’S – 日本最大級の不動産情報ポータル。
- SUUMO（リクルート） – 物件検索サイトと情報誌を展開。
- ツクルバ（カウカモ） – 中古住宅特化のC2C仲介プラットフォーム。

### 海外
- Zillow Group／Trulia – 米国最大級の不動産検索・仲介サービス。
- Compass – AIドリブンの高付加価値仲介。
- Redfin – 低料率のオンライン・フルサービスブローカー。
- Rightmove – 英国最大の物件検索ポータル。

## 市場規模と統計
- 世界市場：2024年1.45兆USD → 2025年1.55兆USD（年平均成長率約7%）。[1]
- 日本：宅建業免許業者 129,604社（2023年度末）。[4]

## 評論・課題
- 手数料透明性 – 米国では報酬体系を巡る独占的慣行に対し司法当局が介入。
- 利益相反 – 売主・買主双方代理（両手取引）に伴う価格操作リスク。
- デジタル化の影響 – オンライン完結型取引における情報セキュリティと個人情報保護。
- 将来展望 – 生成AIによる自動マッチングやスマートコントラクト決済の標準化が予測されている。

## 関連職種
- 不動産鑑定士
- 住宅ローンアドバイザー
- ファイナンシャルプランナー